# 皇后石碑

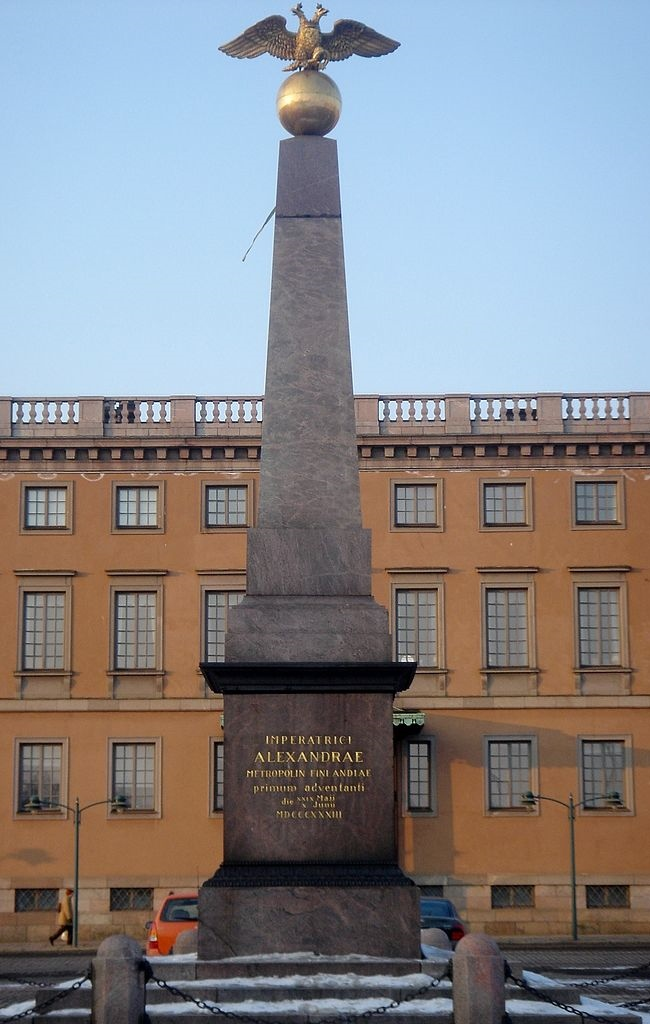
皇后石碑

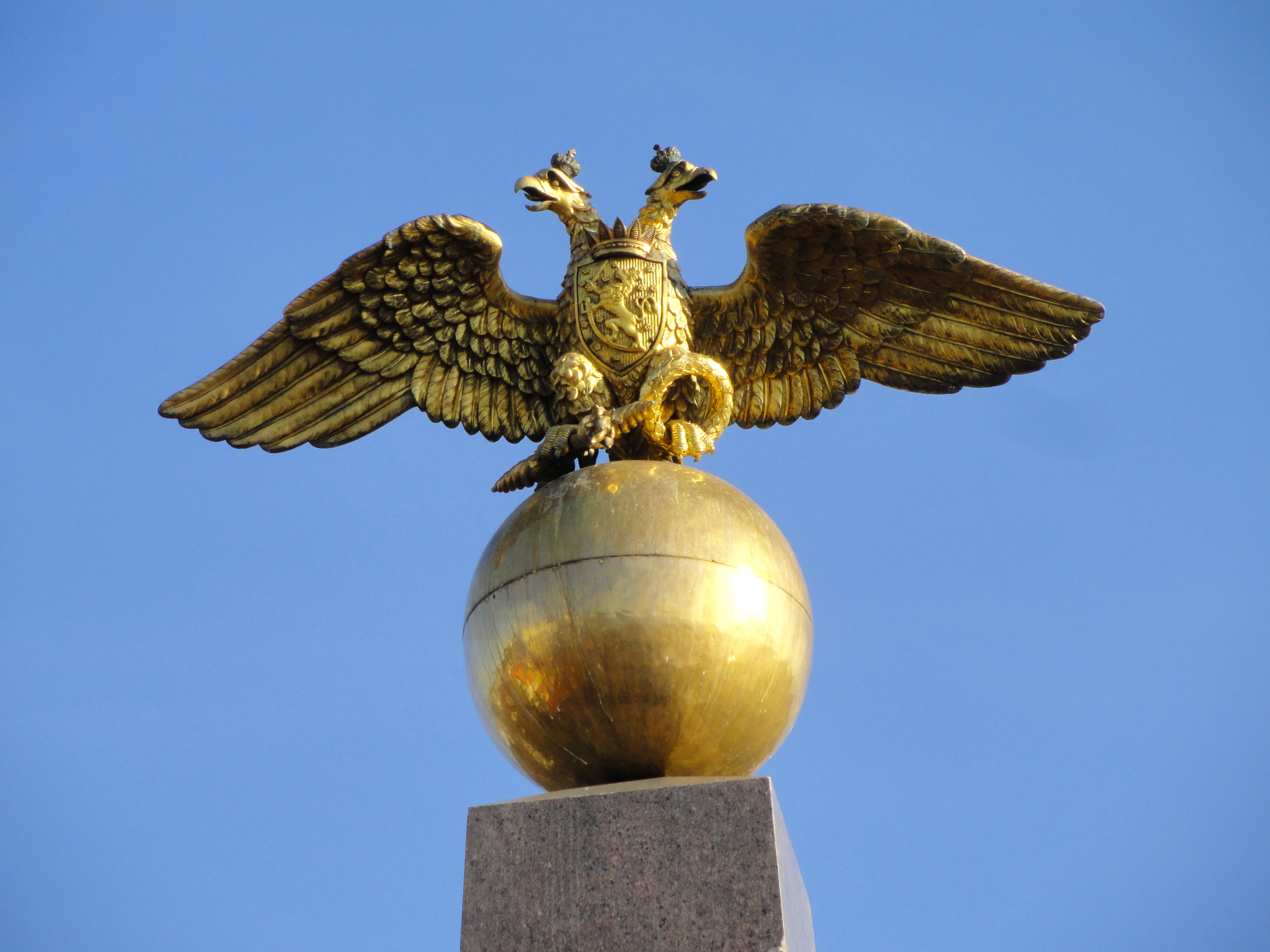
纪念碑顶部坐在圆球上的双头鹰

皇后石碑（芬蘭語：Keisarinnankivi）是位于芬兰首都赫尔辛基市集市市场中央的公众纪念碑。该纪念碑由卡尔·卢德维格·恩格尔设计，为赫尔辛基最古老的纪念碑。该纪念碑在1835年12月18日尼古拉的名字日揭幕，用以纪念沙皇尼古拉一世的妻子亚历山德拉·费奥多罗芙娜皇后首次造访赫尔辛基。纪念碑的地点为1833年6月10日（儒略曆5月29日）从轮船登陆的地方。建造的资金来自全国的捐款及芬兰帝国元老院的资助。